# デマンドジェネレーション (企業)
デマンドジェネレーション株式会社（英: Demand Generation Corporation）は、東京都中央区銀座に本社を置くIT人材育成の専門企業である。

## 概要
最新のデータセンター技術に関するトレーニングを提供する人材育成の専門企業である。ネットワーク機器大手の米シスコシステムズ社の主力商品Nexsus/UCSのパートナーへの教育を全国展開する他、イベント事業、不動産事業、最近ではマイニングサーバーの製品開発販売事業に参入している。
コーポレートアイデンティティは、「お客様の『需要』を『創造』し、お客様の売上利益に貢献すること」。

## 沿革
- 2015年（平成27年）1月 - 創業者田中等が渋谷区千駄ヶ谷に創業
- 2015年（平成27年）3月 - IT技術トレーニング事業開始
- 2016年（平成28年）4月 - イベント企画事業開始
- 2017年（平成29年）8月 - 不動産投資事業開始
- 2018年（平成30年）4月 - 製品開発事業開始
- 2019年（令和元年）10月 - 本社を東京都中央区銀座に移転
- 2020年（令和2年）4月 - 研修のライブ配信開始
- 2022年（令和4年）9月 -  神戸サテライトオフィス開設(製品開発・研究拠点)

## 社長
| 代   | 氏名    | 期間                    | 出身大学     | 備考 |
| ---- | ------- | ----------------------- | ------------ | ---- |
| 初代 | 田中 等 | 2015年（平成27年）1月 - | 慶應義塾大学 |      |

## 取材記事
代表取締役 田中 等氏の取材記事https://www.business-plus.net/interview/1706/k3492.html（仕事を楽しむためのWEBマガジン『経営者インタビュー』B-plus社、2017年5月19日、カテゴリ：EXECUTIVE INTERVIEW、業種：情報・通信）。